# Primera División de Chile 2010
El Campeonato Nacional del Bicentenario de Primera División 2010 de Fútbol Profesional, oficialmente llamado Campeonato Nacional del Bicentenario Petrobras 2010, fue el torneo de la temporada 2010 de la primera división chilena de fútbol. El campeonato, originalmente conocido como Torneo de Apertura, comenzó el 23 de enero (con el triunfo de Unión San Felipe sobre Colo-Colo en el Duelo de Campeones) y su fecha de finalización en la etapa regular se produjo el 5 de diciembre con Universidad Católica proclamándose campeón, título que le significó la décima estrella oficial en su historia, además de convertirse en el primer equipo inscrito en el Huemul de Plata, y la denominación de Campeón del Bicentenario. El subcampeón fue Colo-Colo, aunque ganó la primera rueda del campeonato. La temporada concluyó el 19 de diciembre con Unión Española logrando el cupo de "Chile 3" a Copa Libertadores 2011 al obtener la Liguilla Pre-Libertadores 2010.

## Aspectos generales

### Modalidad

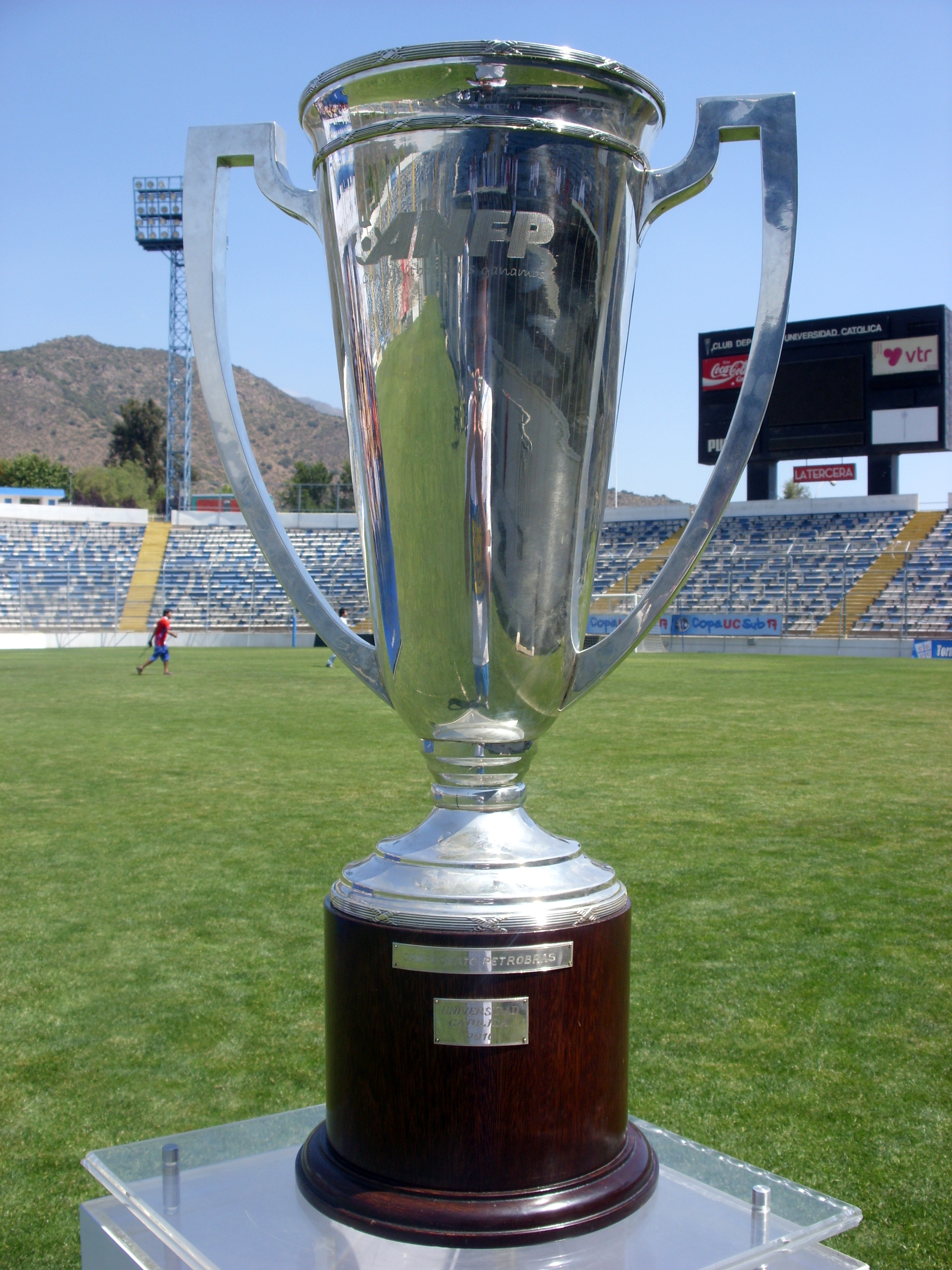
El Huemul de Plata, nuevo trofeo de la Primera división de Chile

El torneo se jugó con el formato "todos contra todos" en dos ruedas (34 fechas). El campeón fue el que sumó más puntos durante las 34 fechas. También descendieron a la Primera B los dos equipos que obtuvieron el menor puntaje al final del campeonato y aquellos equipos que resultaron 15° y 16°, disputaron la Liguilla de Promoción ante el 4° y el 3° lugar de la tabla de la fase final de Primera B, respectivamente. Además, los puntos obtenidos por los equipos durante este torneo y los de 2011, 2012 y 2013, se contabilizarán en el Coeficiente de Rendimiento (número de puntos / cantidad de partidos), que se traducirá en descensos adicionales al final de la temporada 2013, para fijar el número de equipos participantes de Primera A y Primera B, desde ahí en adelante, en 16.
Para el caso de empate en puntos en el primer puesto, entre dos equipos, al finalizar el certamen, serán de aplicación las disposiciones del art. 92 del R.G.:
1) Si al término de las 34 fechas, dos o más equipos se encontraren igualados en puntaje en el primer lugar, se aplicarán las reglas señaladas en el numeral precedente (art. 91: partidos ganados, diferencia de goles, goles a favor, goles de visita, menos tarjetas rojas, menos tarjetas amarillas, sorteo) a fin de dejar reducida dicha igualdad solo a dos equipos.
2) Una vez realizado esto, corresponderá la realización de un partido único de definición.
En el mismo reglamento, el art. 109 establece que en caso de que el ganador de la primera rueda finalice campeón al término de las 34 fechas, el cupo Chile 2 para la Copa Libertadores de América será para el subcampeón del torneo.
El torneo hizo un receso que comenzó el día 10 de mayo, por motivos de la preparación y realización de la Copa Mundial de Fútbol de 2010 en donde la selección de Chile participó formando parte del grupo H. La presentación de Chile en el mundial concluyó al ser eliminado por la selección de Brasil en los octavos de final. El campeonato nacional volvió a la actividad el día 16 de julio.

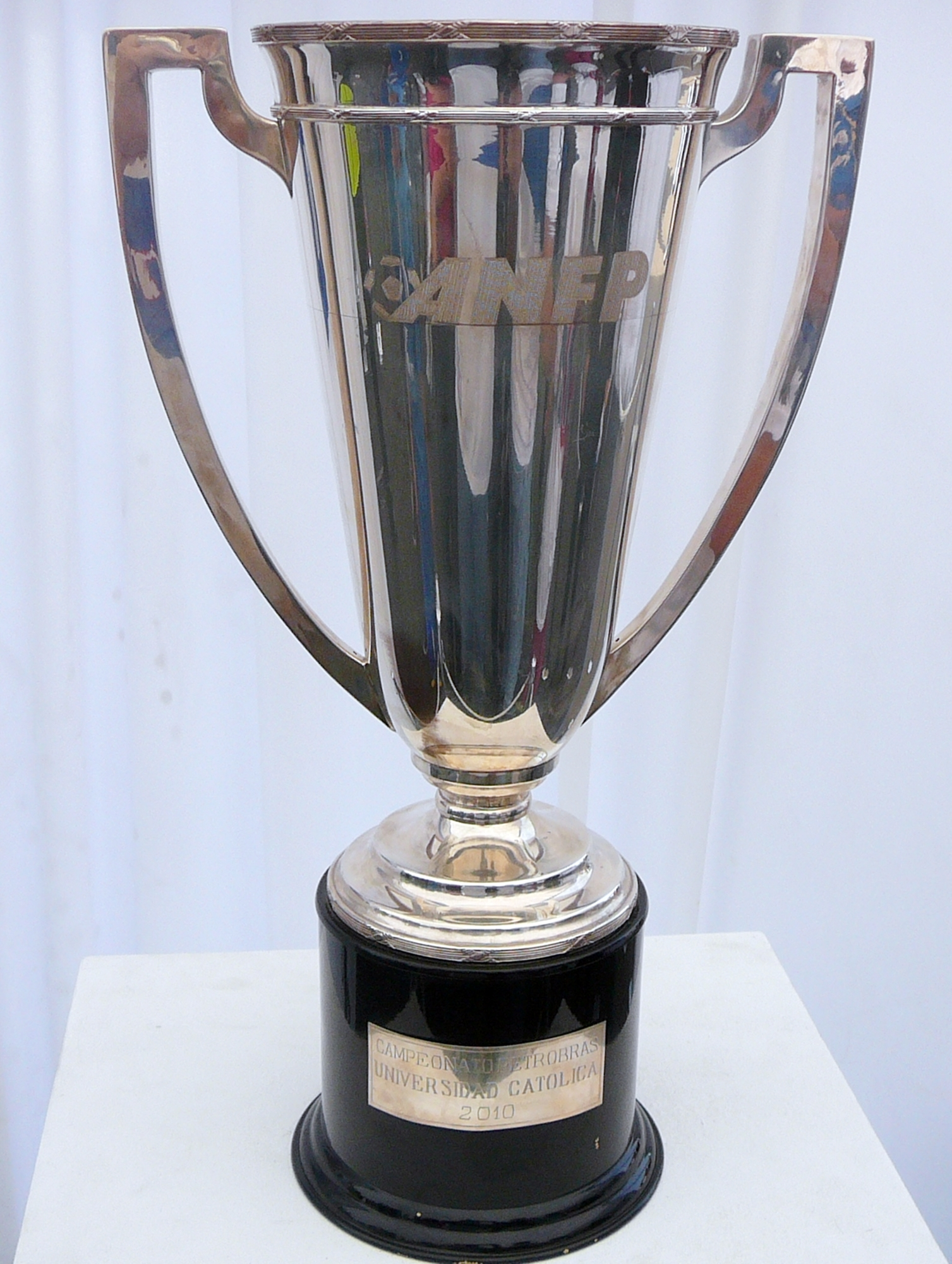
Réplica del Huemul de Plata correspondiente a Universidad Católica por el Campeonato Nacional 2010.

### Cambio de formato
Por la clasificación de la selección chilena para la Copa Mundial de Fútbol de 2010, originalmente el Torneo Apertura se jugaría sin play-off's, con el objetivo de tener una mejor preparación de cara a dicho certamen. El torneo finalizaría el día 9 de mayo, donde el equipo que sumara más puntos en las 17 fechas sería el campeón, el cual clasificaría a la Copa Libertadores 2011 como "Chile 1" y a la Copa Sudamericana 2010 como "Chile 2", además el segundo equipo de la tabla general del torneo jugaría un partido ante Deportes Iquique, vicecampeón de la Copa Chile 2009, para definir el "Chile 3" para la Copa Sudamericana 2010.
Sin embargo, el torneo fue replaneado para fusionarlo con un eventual Torneo Clausura, haciéndolo un campeonato anual, ya que habría sido imposible finalizarlo antes del mundial. Esta medida fue adoptada por el Consejo de Presidentes de Clubes de Chile luego de que la ANFP suspendiera el fútbol chileno a causa del terremoto que devastó a la zona centro-sur del país, ocurrido la madrugada del 27 de febrero.

## Ascensos y descensos
| Pos. | Descendidos de 1.ª División |
| ---- | --------------------------- |
| 16.º | Curicó Unido                |
| 17.º | Rangers                     |
| 18.º | Municipal Iquique           |

| Pos. | Ascendidos de Primera B |
| ---- | ----------------------- |
| 1.º  | Unión San Felipe        |
| 2.º  | Santiago Wanderers      |
| 3.º  | San Luis                |

## Datos de los clubes
| Equipo               | Equipo                    | Entrenador                               | Entrenador             | Ciudad       | Estadio                              | Capacidad | Marca    | Patrocinador             |
| -------------------- | ------------------------- | ---------------------------------------- | ---------------------- | ------------ | ------------------------------------ | --------- | -------- | ------------------------ |
|                      | Audax Italiano            | Bandera de Argentina                     | Omar Labruna           | Santiago     | Bicentenario Municipal de La Florida | 12.000    | Diadora  | Patrimonio de la Familia |
|                      | Cobreloa                  | Bandera de Chile                         | Mario Soto             | Calama       | Municipal de Calama                  | 13.000    | Mitre    | PAL Airlines             |
|                      | Cobresal                  | Bandera de Chile                         | Luis Musrri            | El Salvador  | El Cobre                             | 15.000    | Lotto    | Cristal                  |
|                      | Colo-Colo                 | Bandera de Argentina                     | Diego Cagna            | Santiago     | Monumental                           | 46.000    | Umbro    | Cristal                  |
|                      | Deportes La Serena        | Bandera de Chile                         | Víctor Hugo Castañeda  | La Serena    | La Portada                           | 14.000    | Mitre    | Unimarc                  |
|                      | Everton                   | Bandera de Argentina                     | Diego Osella           | Viña del Mar | Sausalito                            | 18.037    | Umbro    | Cristal                  |
|                      | Huachipato                | Bandera de Chile                         | Arturo Salah           | Talcahuano   | CAP                                  | 10.500    | Mitre    | CAP                      |
|                      | Ñublense                  | Bandera de Chile                         | Luis Marcoleta         | Chillán      | Bicentenario Nelson Oyarzún Arenas   | 12.000    | Umbro    | Danone                   |
|                      | O'Higgins                 | Bandera de Chile                         | Marco Antonio Figueroa | Rancagua     | El Teniente                          | 14.450    | Mitre    | Agrosuper                |
|                      | Palestino                 | Bandera de Paraguay                      | Gustavo Benítez        | Santiago     | Municipal de La Cisterna             | 12.000    | Training | Bank of Palestine        |
|                      | Santiago Morning          | Bandera de Chile                         | Fernando Díaz          | Santiago     | Municipal de La Pintana              | 6.000     | Training | Finasur                  |
|                      | Santiago Wanderers        | Bandera de Chile                         | Jorge Garcés           | Valparaíso   | Regional Chiledeportes               | 18.500    | Mitre    | TPS                      |
|                      | San Luis                  | Bandera de Chile                         | Cristián Ochoa         | Quillota     | Bicentenario Lucio Fariña Fernández  | 7500      | Lotto    | PF                       |
|                      | Unión Española            | Bandera de Chile                         | José Luis Sierra       | Santiago     | Santa Laura-Universidad SEK          | 22.000    | Joma     | Universidad SEK Chile    |
|                      | Unión San Felipe          | Bandera de Chile                         | Ivo Basay              | San Felipe   | Municipal de San Felipe              | 10.000    | Joma     | PF                       |
|                      | Universidad Católica      | Bandera de Argentina · Bandera de España | Juan Antonio Pizzi     | Santiago     | San Carlos de Apoquindo              | 15.000    | Puma     | Cristal                  |
| Universidad de Chile | Universidad de Chile      | Bandera de Uruguay                       | Gerardo Pelusso        | Santiago     | Estadio nacional                     | 50.000    | Adidas   | Claro                    |
|                      | Universidad de Concepción | Bandera de Chile                         | Yuri Fernández         | Concepción   | Municipal de Collao                  | 29.000    | Lotto    | PF                       |

|
| Audax Italiano Universidad de Chile Colo-Colo Universidad Católica Unión Española Palestino Santiago Morning |

|}

|}

## Equipos porRegión
| Región        | N.º | Equipos |
| ------------- | --- | --- |
| Metropolitana | 7   | Audax Italiano, Colo-Colo, Palestino, Santiago Morning, Universidad Católica, Universidad de Chile y Unión Española |
| Valparaíso    | 4   | Everton, San Luis, Santiago Wanderers y Unión San Felipe                                                            |
| Biobío        | 3   | Huachipato, Ñublense y Universidad de Concepción                                                                    |
| Antofagasta   | 1   | Cobreloa |
| Atacama       | 1   | Cobresal |
| Coquimbo      | 1   | Deportes La Serena                                                                                                  |
| O'Higgins     | 1   | O'Higgins |

## Tabla de Posiciones
Fecha de actualización: 5 de diciembre
| POS | Equipo                    | PTS | J  | G  | E  | P  | GF | GC | DIF |
| --- | ------------------------- | --- | -- | -- | -- | -- | -- | -- | --- |
| 1.  | Universidad Católica      | 74  | 34 | 23 | 5  | 6  | 77 | 39 | +38 |
| 2.  | Colo-Colo 1               | 71  | 34 | 22 | 5  | 7  | 67 | 34 | +33 |
| 3.  | Audax Italiano            | 65  | 34 | 20 | 5  | 9  | 75 | 58 | +17 |
| 4.  | Universidad de Chile      | 64  | 34 | 20 | 4  | 10 | 75 | 48 | +27 |
| 5.  | Unión Española            | 52  | 34 | 14 | 10 | 10 | 58 | 50 | +8  |
| 6.  | Huachipato                | 48  | 34 | 12 | 12 | 10 | 44 | 40 | +4  |
| 7.  | Deportes La Serena        | 45  | 34 | 13 | 6  | 15 | 45 | 59 | -14 |
| 8.  | Santiago Wanderers        | 45  | 34 | 12 | 9  | 13 | 48 | 52 | -4  |
| 9.  | Unión San Felipe          | 43  | 34 | 12 | 7  | 15 | 38 | 47 | -9  |
| 10. | Cobresal                  | 42  | 34 | 12 | 6  | 16 | 47 | 52 | -5  |
| 11. | Palestino                 | 42  | 34 | 11 | 9  | 14 | 35 | 41 | -6  |
| 12. | O'Higgins                 | 41  | 34 | 10 | 11 | 13 | 46 | 44 | +2  |
| 13. | Ñublense                  | 40  | 34 | 9  | 13 | 12 | 54 | 66 | -12 |
| 14. | Cobreloa                  | 39  | 34 | 10 | 9  | 14 | 45 | 47 | -2  |
| 15. | Universidad de Concepción | 38  | 34 | 9  | 11 | 14 | 39 | 50 | -11 |
| 16. | Santiago Morning          | 36  | 34 | 9  | 9  | 16 | 34 | 45 | -11 |
| 17. | Everton                   | 34  | 34 | 8  | 10 | 16 | 38 | 58 | -20 |
| 18. | San Luis                  | 24  | 34 | 5  | 9  | 20 | 36 | 71 | -35 |

POS=Posición; PTS=Puntos; PJ=Partidos jugados; G=Partidos ganados; E=Partidos empatados; P=Partidos perdidos; GF=Goles a favor; GC=Goles en contra; DIF=Diferencia de gol
|  | Clasificaron como "Chile 1" y "Chile 2" para la fase de grupos de la Copa Libertadores 2011, respectivamente, siendo el campeón y el subcampeón. |
|  | Jugaron una Liguilla para definir al equipo que irá como "Chile 3" a la fase previa de la Copa Libertadores 2011.                                |
|  | Jugaron la Liguilla de Promoción con el 3º y 4º de la Primera B de Chile 2010.                                                                   |
|  | Descendieron a la Primera B de Chile 2011. |

1: Obtuvo un cupo directo en la Copa Libertadores 2011 como "Chile 2", por haber ganado la Primera Rueda.

### Campeón
|                                                                         |
| Campeón del Bicentenario Club Deportivo Universidad Católica 10° título |

### Tabla de clasificación para la Copa Sudamericana 2010 y Copa Libertadores 2011
Fecha de actualización: 5 de julio
| Pos. | Equipo               | PTS | J  | G  | E | P | GF | GC | DIF |
| ---- | -------------------- | --- | -- | -- | - | - | -- | -- | --- |
| 1.   | Colo-Colo            | 38  | 17 | 12 | 2 | 3 | 38 | 15 | +23 |
| 2.   | Universidad de Chile | 36  | 17 | 11 | 3 | 3 | 45 | 24 | +21 |
| 3.   | Universidad Católica | 34  | 17 | 10 | 4 | 3 | 31 | 18 | +13 |

PTS=Puntos; PJ=Partidos jugados; G=Partidos ganados; E=Partidos empatados; P=Partidos perdidos; GF=Goles a favor; GC=Goles en contra; DIF=Diferencia de gol
|  | Clasificó como "Chile 2" para la Copa Sudamericana 2010 y "Chile 2" para la Copa Libertadores 2011.  |
|  | Jugó un Partido para definir al "Chile 3" para la Copa Sudamericana 2010 frente a Municipal Iquique. |

## Resultados

### Primera rueda
| Fecha 1              | Fecha 1   | Fecha 1                   | Fecha 1                    | Fecha 1       | Fecha 1 |
| Local                | Resultado | Visita                    | Estadio                    | Fecha         | Hora    |
| -------------------- | --------- | ------------------------- | -------------------------- | ------------- | ------- |
| Unión San Felipe     | 3 - 2     | Colo-Colo                 | Municipal de San Felipe    | 23 de enero   | 19:00   |
| Everton              | 0 - 1     | Unión Española            | Sausalito                  | 23 de enero   | 21:30   |
| Cobreloa             | 2 - 1     | Santiago Wanderers        | Municipal de Calama        | 24 de enero   | 16:00   |
| Santiago Morning     | 2 - 3     | Deportes La Serena        | Monumental                 | 24 de enero   | 17:30   |
| Huachipato           | 2 - 1     | San Luis                  | CAP                        | 24 de enero   | 17:30   |
| Palestino            | 1 - 1     | Universidad de Concepción | Municipal de La Cisterna   | 24 de enero   | 17:30   |
| Universidad de Chile | 5 - 1     | Cobresal                  | Francisco Sánchez Rumoroso | 24 de enero   | 20:00   |
| Audax Italiano       | 5 - 6     | Ñublense                  | Bicentenario de La Florida | 25 de enero   | 20:00   |
| O'Higgins            | 1 - 0     | Universidad Católica      | El Teniente                | 17 de febrero | 19:00   |

| Fecha 2                   | Fecha 2   | Fecha 2              | Fecha 2                     | Fecha 2     | Fecha 2 |
| Local                     | Resultado | Visita               | Estadio                     | Fecha       | Hora    |
| ------------------------- | --------- | -------------------- | --------------------------- | ----------- | ------- |
| Universidad de Concepción | 0 - 1     | Unión San Felipe     | Municipal de Concepción     | 29 de enero | 20:00   |
| Santiago Wanderers        | 0 - 0     | Huachipato           | Regional Chiledeportes      | 29 de enero | 20:00   |
| Cobresal                  | 3 - 0     | Santiago Morning     | El Cobre                    | 30 de enero | 16:00   |
| Universidad Católica      | 2 - 1     | Palestino            | San Carlos de Apoquindo     | 30 de enero | 19:00   |
| San Luis                  | 1 - 2     | O'Higgins            | Ángel Navarrete Candia      | 30 de enero | 20:00   |
| Ñublense                  | 0 - 2     | Everton              | Bicentenario Nelson Oyarzún | 30 de enero | 20:00   |
| Deportes La Serena        | 2 - 4     | Universidad de Chile | La Portada                  | 30 de enero | 21:30   |
| Unión Española            | 2 - 2     | Audax Italiano       | Santa Laura-Universidad SEK | 31 de enero | 17:00   |
| Colo-Colo                 | 3 - 1     | Cobreloa             | Monumental                  | 31 de enero | 19:30   |

| Fecha 3              | Fecha 3   | Fecha 3                   | Fecha 3                  | Fecha 3      | Fecha 3 |
| Local                | Resultado | Visita                    | Estadio                  | Fecha        | Hora    |
| -------------------- | --------- | ------------------------- | ------------------------ | ------------ | ------- |
| Universidad Católica | 4 - 0     | Santiago Morning          | San Carlos de Apoquindo  | 2 de febrero | 19:00   |
| O'Higgins            | 1 - 2     | Universidad de Concepción | El Teniente              | 2 de febrero | 21:30   |
| Deportes La Serena   | 1 - 3     | San Luis                  | La Portada               | 2 de febrero | 21:30   |
| Cobreloa             | 2 - 1     | Cobresal                  | Municipal de Calama      | 3 de febrero | 16:00   |
| Palestino            | 0 - 0     | Unión Española            | Municipal de La Cisterna | 3 de febrero | 18:30   |
| Unión San Felipe     | 1 - 2     | Audax Italiano            | Municipal de San Felipe  | 3 de febrero | 20:00   |
| Huachipato           | 1 - 1     | Ñublense                  | CAP                      | 3 de febrero | 20:00   |
| Everton              | 2 - 1     | Universidad de Chile      | Sausalito                | 3 de febrero | 21:00   |
| Colo-Colo            | 3 - 0     | Santiago Wanderers        | Monumental               | 4 de febrero | 20:00   |

| Fecha 4                              | Fecha 4   | Fecha 4              | Fecha 4                     | Fecha 4      | Fecha 4 |
| Local                                | Resultado | Visita               | Estadio                     | Fecha        | Hora    |
| ------------------------------------ | --------- | -------------------- | --------------------------- | ------------ | ------- |
| San Luis                             | 1 - 1     | Universidad Católica | Sausalito                   | 5 de febrero | 20:00   |
| Universidad de Concepción            | 2 - 1     | Everton              | Municipal de Concepción     | 6 de febrero | 19:00   |
| Universidad de Chile                 | 3 - 0     | Huachipato           | Francisco Sánchez Rumoroso  | 6 de febrero | 21:30   |
| Cobresal                             | 1 - 2     | O'Higgins            | El Cobre                    | 7 de febrero | 16:00   |
| bgcolor="#D0E7FF" \|Santiago Morning | 1 - 0     | Unión San Felipe     | Roberto Bravo Santibáñez    | 7 de febrero | 18:00   |
| Unión Española                       | 1 - 0     | Colo-Colo            | Santa Laura-Universidad SEK | 7 de febrero | 18:30   |
| Santiago Wanderers                   | 5 - 0     | Deportes La Serena   | Regional Chiledeportes      | 7 de febrero | 19:30   |
| Ñublense                             | 1 - 0     | Palestino            | Bicentenario Nelson Oyarzún | 7 de febrero | 20:30   |
| Audax Italiano                       | 3 - 1     | Cobreloa             | Bicentenario de La Florida  | 7 de febrero | 20:30   |

| Fecha 5              | Fecha 5   | Fecha 5                   | Fecha 5                  | Fecha 5       | Fecha 5 |
| Local                | Resultado | Visita                    | Estadio                  | Fecha         | Hora    |
| -------------------- | --------- | ------------------------- | ------------------------ | ------------- | ------- |
| Colo-Colo            | 2 - 2     | Ñublense                  | Monumental               | 12 de febrero | 20:00   |
| Santiago Wanderers   | 3 - 3     | Universidad de Chile      | Regional Chiledeportes   | 13 de febrero | 18:30   |
| Deportes La Serena   | 3 - 1     | Unión San Felipe          | La Portada               | 13 de febrero | 21:00   |
| Cobreloa             | 1 - 1     | Universidad de Concepción | Municipal de Calama      | 14 de febrero | 16:00   |
| O'Higgins            | 5 - 1     | Audax Italiano            | El Teniente              | 14 de febrero | 17:30   |
| San Luis             | 0 - 2     | Everton                   | Regional Chiledeportes   | 14 de febrero | 18:00   |
| Huachipato           | 1 - 2     | Unión Española            | CAP                      | 14 de febrero | 18:00   |
| Santiago Morning     | 2 - 1     | Palestino                 | Roberto Bravo Santibáñez | 14 de febrero | 19:00   |
| Universidad Católica | 0 - 2     | Cobresal                  | San Carlos de Apoquindo  | 14 de febrero | 20:00   |

| Fecha 6                   | Fecha 6   | Fecha 6              | Fecha 6                     | Fecha 6       | Fecha 6 |
| Local                     | Resultado | Visita               | Estadio                     | Fecha         | Hora    |
| ------------------------- | --------- | -------------------- | --------------------------- | ------------- | ------- |
| Everton                   | 0 - 1     | Huachipato           | Sausalito                   | 19 de febrero | 20:00   |
| Unión Española            | 2 - 1     | Universidad Católica | Santa Laura-Universidad SEK | 20 de febrero | 18:00   |
| Universidad de Concepción | 1 - 1     | San Luis             | Municipal de Yumbel         | 20 de febrero | 18:00   |
| Audax Italiano            | 2 - 3     | Colo-Colo            | Bicentenario de La Florida  | 20 de febrero | 20:00   |
| Cobresal                  | 1 - 0     | Santiago Wanderers   | El Cobre                    | 21 de febrero | 16:00   |
| Palestino                 | 1 - 0     | Cobreloa             | Municipal de La Cisterna    | 21 de febrero | 17:30   |
| Unión San Felipe          | 2 - 0     | O'Higgins            | Municipal de San Felipe     | 21 de febrero | 18:00   |
| Ñublense                  | 3 - 1     | Deportes La Serena   | Bicentenario Nelson Oyarzún | 21 de febrero | 20:00   |
| Universidad de Chile      | 2 - 1     | Santiago Morning     | Francisco Sánchez Rumoroso  | 21 de febrero | 20:00   |

| Fecha 7            | Fecha 7   | Fecha 7          | Fecha 7                  | Fecha 7     | Fecha 7 |
| Local              | Resultado | Visita           | Estadio                  | Fecha       | Hora    |
| ------------------ | --------- | ---------------- | ------------------------ | ----------- | ------- |
| San Luis           | 3 - 3     | Ñublense         | Ángel Navarrete Candia   | 13 de marzo | 18:00   |
| Cobreloa           | 0 - 0     | Unión San Felipe | Municipal de Calama      | 14 de marzo | 16:00   |
| Santiago Wanderers | 2 - 0     | Palestino        | Regional Chiledeportes   | 14 de marzo | 17:00   |
| Santiago Morning   | 1 - 1     | Unión Española   | Roberto Bravo Santibáñez | 14 de marzo | 17:00   |
| Deportes La Serena | 1 - 3     | Audax Italiano   | La Portada               | 14 de marzo | 19:30   |
| Huachipato         | 4 - 3     | Cobresal         | CAP                      | 6 de abril  | 16:00   |

| Fecha 8                   | Fecha 8   | Fecha 8              | Fecha 8                     | Fecha 8     | Fecha 8 |
| Local                     | Resultado | Visita               | Estadio                     | Fecha       | Hora    |
| ------------------------- | --------- | -------------------- | --------------------------- | ----------- | ------- |
| Colo-Colo                 | 6 - 1     | Deportes La Serena   | Monumental                  | 19 de marzo | 20:00   |
| O'Higgins                 | 2 - 2     | Santiago Wanderers   | El Teniente                 | 20 de marzo | 17:00   |
| Palestino                 | 0 - 1     | Universidad de Chile | Monumental                  | 20 de marzo | 17:30   |
| Everton                   | 1 - 1     | Santiago Morning     | Regional Chiledeportes      | 20 de marzo | 19:30   |
| Cobresal                  | 4 - 2     | San Luis             | El Cobre                    | 21 de marzo | 16:00   |
| Audax Italiano            | 1 - 3     | Universidad Católica | Monumental                  | 21 de marzo | 19:30   |
| Universidad de Concepción | 3 - 3     | Unión Española       | Municipal de Concepción     | 14 de abril | 16:00   |
| Ñublense                  | 1 - 1     | Cobreloa             | Bicentenario Nelson Oyarzún | 5 de mayo   | 13:00   |
| Unión San Felipe          | 1 - 1     | Huachipato           | Municipal de San Felipe     | 12 de mayo  | 20:30   |

| Fecha 9              | Fecha 9   | Fecha 9                   | Fecha 9                     | Fecha 9     | Fecha 9 |
| Local                | Resultado | Visita                    | Estadio                     | Fecha       | Hora    |
| -------------------- | --------- | ------------------------- | --------------------------- | ----------- | ------- |
| Universidad de Chile | 4 - 2     | Unión San Felipe          | Francisco Sánchez Rumoroso  | 26 de marzo | 20:00   |
| Cobreloa             | 1 - 1     | O'Higgins                 | Municipal de Calama         | 27 de marzo | 16:00   |
| Santiago Wanderers   | 2 - 4     | Universidad Católica      | Regional Chiledeportes      | 27 de marzo | 17:00   |
| Unión Española       | 1 - 3     | Ñublense                  | Santa Laura-Universidad SEK | 27 de marzo | 19:30   |
| San Luis             | 0 - 2     | Colo-Colo                 | Regional Chiledeportes      | 28 de marzo | 12:00   |
| Cobresal             | 2 - 1     | Palestino                 | El Cobre                    | 28 de marzo | 16:00   |
| Deportes La Serena   | 2 - 1     | Everton                   | La Portada                  | 28 de marzo | 17:00   |
| Santiago Morning     | 2 - 0     | Universidad de Concepción | Roberto Bravo Santibáñez    | 28 de marzo | 17:00   |

| Fecha 10                  | Fecha 10  | Fecha 10           | Fecha 10                    | Fecha 10   | Fecha 10 |
| Local                     | Resultado | Visita             | Estadio                     | Fecha      | Hora     |
| ------------------------- | --------- | ------------------ | --------------------------- | ---------- | -------- |
| Deportes La Serena        | 0 - 3     | Huachipato         | La Portada                  | 1 de abril | 20:00    |
| Universidad Católica      | 0 - 0     | Colo-Colo          | Francisco Sánchez Rumoroso  | 3 de abril | 12:00    |
| Audax Italiano            | 2 - 2     | San Luis           | Municipal de La Pintana     | 3 de abril | 16:00    |
| Universidad de Concepción | 1 - 1     | Cobresal           | Municipal de Yumbel         | 3 de abril | 16:00    |
| Universidad de Chile      | 4 - 3     | Unión Española     | Monumental                  | 3 de abril | 18:30    |
| Unión San Felipe          | 1 - 1     | Santiago Wanderers | Municipal de San Felipe     | 4 de abril | 15:30    |
| Palestino                 | 1 - 0     | O'Higgins          | Municipal de La Cisterna    | 4 de abril | 15:30    |
| Ñublense                  | 1 - 1     | Santiago Morning   | Bicentenario Nelson Oyarzún | 4 de abril | 16:00    |
| Everton                   | 2 - 1     | Cobreloa           | Regional Chiledeportes      | 4 de abril | 18:00    |

| Fecha 11                  | Fecha 11  | Fecha 11             | Fecha 11                         | Fecha 11    | Fecha 11 |
| Local                     | Resultado | Visita               | Estadio                          | Fecha       | Hora     |
| ------------------------- | --------- | -------------------- | -------------------------------- | ----------- | -------- |
| Universidad Católica      | 4 - 2     | Ñublense             | San Carlos de Apoquindo          | 9 de abril  | 20:00    |
| O'Higgins                 | 1 - 0     | Santiago Morning     | El Teniente                      | 10 de abril | 16:30    |
| Unión Española            | 1 - 1     | Deportes La Serena   | Santa Laura-Universidad SEK      | 10 de abril | 18:00    |
| San Luis                  | 0 - 1     | Unión San Felipe     | Municipal Ángel Navarrete Candia | 11 de abril | 16:00    |
| Universidad de Concepción | 0 - 2     | Huachipato           | Municipal de Concepción          | 11 de abril | 16:00    |
| Cobresal                  | 3 - 1     | Audax Italiano       | El Cobre                         | 11 de abril | 16:00    |
| Santiago Wanderers        | 2 - 0     | Everton              | Regional Chiledeportes           | 11 de abril | 16:00    |
| Colo-Colo                 | 3 - 0     | Palestino            | Monumental                       | 11 de abril | 18:30    |
| Cobreloa                  | 0 - 2     | Universidad de Chile | Municipal de Calama              | 10 de julio | 15:30    |

| Fecha 12             | Fecha 12                   | Fecha 12                  | Fecha 12                    | Fecha 12    | Fecha 12 |
| Local                | Resultado                  | Visita                    | Estadio                     | Fecha       | Hora     |
| -------------------- | -------------------------- | ------------------------- | --------------------------- | ----------- | -------- |
| Santiago Morning     | bgcolor="#D0E7FF" \| 0 - 0 | Cobreloa                  | Monumental                  | 16 de abril | 20:00    |
| Audax Italiano       | 0 - 4                      | Santiago Wanderers        | Municipal de La Pintana     | 17 de abril | 16:00    |
| Deportes La Serena   | 1 - 1                      | Universidad Católica      | La Portada                  | 17 de abril | 17:00    |
| Universidad de Chile | 4 - 2                      | Universidad de Concepción | Santa Laura-Universidad SEK | 17 de abril | 19:30    |
| Huachipato           | 1 - 2                      | Colo-Colo                 | CAP                         | 18 de abril | 15:00    |
| Everton              | 2 - 2                      | Cobresal                  | Regional Chiledeportes      | 18 de abril | 15:30    |
| Ñublense             | 0 - 3                      | O'Higgins                 | Bicentenario Nelson Oyarzún | 18 de abril | 16:00    |
| Unión San Felipe     | 1 - 1                      | Palestino                 | Municipal de San Felipe     | 18 de abril | 16:00    |
| Unión Española       | 2 - 1                      | San Luis                  | Santa Laura-Universidad SEK | 18 de abril | 17:30    |

| Fecha 13                  | Fecha 13  | Fecha 13             | Fecha 13                 | Fecha 13    | Fecha 13 |
| Local                     | Resultado | Visita               | Estadio                  | Fecha       | Hora     |
| ------------------------- | --------- | -------------------- | ------------------------ | ----------- | -------- |
| Universidad de Concepción | 1 - 3     | Audax Italiano       | Municipal de Concepción  | 24 de abril | 15:30    |
| Cobresal                  | 0 - 0     | Ñublense             | El Cobre                 | 24 de abril | 16:00    |
| O'Higgins                 | 0 - 0     | Huachipato           | El Teniente              | 24 de abril | 18:00    |
| Colo-Colo                 | 1 - 0     | Universidad de Chile | Monumental               | 25 de abril | 15:30    |
| Palestino                 | 2 - 2     | Everton              | Municipal de La Cisterna | 25 de abril | 16:00    |
| Santiago Wanderers        | 1 - 1     | Unión Española       | Regional Chiledeportes   | 25 de abril | 16:00    |
| Cobreloa                  | 4 - 0     | Deportes La Serena   | Municipal de Calama      | 25 de abril | 16:00    |
| San Luis                  | 2 - 2     | Santiago Morning     | Ángel Navarrete Candia   | 25 de abril | 16:00    |
| Universidad Católica      | 2 - 1     | Unión San Felipe     | San Carlos de Apoquindo  | 25 de abril | 18:00    |

| Fecha 14             | Fecha 14  | Fecha 14                  | Fecha 14                    | Fecha 14    | Fecha 14 |
| Local                | Resultado | Visita                    | Estadio                     | Fecha       | Hora     |
| -------------------- | --------- | ------------------------- | --------------------------- | ----------- | -------- |
| Unión San Felipe     | 1 - 0     | Cobresal                  | Municipal de San Felipe     | 30 de abril | 16:00    |
| Huachipato           | 1 - 3     | Universidad Católica      | CAP                         | 30 de abril | 18:00    |
| Santiago Morning     | 0 - 2     | Colo-Colo                 | Monumental                  | 30 de abril | 20:00    |
| Unión Española       | 3 - 1     | Cobreloa                  | Santa Laura-Universidad SEK | 2 de mayo   | 12:00    |
| Audax Italiano       | 1 - 3     | Palestino                 | Municipal de La Pintana     | 2 de mayo   | 15:30    |
| Ñublense             | 2 - 2     | Santiago Wanderers        | Bicentenario Nelson Oyarzún | 2 de mayo   | 15:30    |
| Everton              | 1 - 0     | O'Higgins                 | Sausalito                   | 2 de mayo   | 15:30    |
| Deportes La Serena   | 0 - 0     | Universidad de Concepción | La Portada                  | 2 de mayo   | 18:00    |
| Universidad de Chile | 4 - 0     | San Luis                  | Santa Laura-Universidad SEK | 2 de mayo   | 18:00    |

| Fecha 15                  | Fecha 15  | Fecha 15             | Fecha 15                   | Fecha 15  | Fecha 15 |
| Local                     | Resultado | Visita               | Estadio                    | Fecha     | Hora     |
| ------------------------- | --------- | -------------------- | -------------------------- | --------- | -------- |
| Santiago Morning          | 0 - 1     | Audax Italiano       | Roberto Bravo Santibáñez   | 8 de mayo | 15:30    |
| Cobresal                  | 2 - 5     | Colo-Colo            | El Cobre                   | 8 de mayo | 16:00    |
| O'Higgins                 | 0 - 0     | Unión Española       | El Teniente                | 8 de mayo | 18:30    |
| Palestino                 | 3 - 0     | Deportes La Serena   | Municipal de La Cisterna   | 9 de mayo | 12:00    |
| Unión San Felipe          | 1 - 3     | Everton              | Municipal de San Felipe    | 9 de mayo | 15:30    |
| Universidad de Chile      | 1 - 2     | Universidad Católica | Francisco Sánchez Rumoroso | 9 de mayo | 15:30    |
| Santiago Wanderers        | 0 - 2     | San Luis             | Regional Chiledeportes     | 9 de mayo | 15:30    |
| Cobreloa                  | 1 - 1     | Huachipato           | Municipal de Calama        | 9 de mayo | 16:00    |
| Universidad de Concepción | 4 - 1     | Ñublense             | Municipal de Concepción    | 9 de mayo | 16:00    |

| Fecha 16             | Fecha 16  | Fecha 16                  | Fecha 16                             | Fecha 16    | Fecha 16 |
| Local                | Resultado | Visita                    | Estadio                              | Fecha       | Hora     |
| -------------------- | --------- | ------------------------- | ------------------------------------ | ----------- | -------- |
| Unión Española       | 1 - 2     | Unión San Felipe          | Santa Laura-Universidad SEK          | 16 de julio | 20:00    |
| Ñublense             | 0 - 2     | Universidad de Chile      | Bicentenario Nelson Oyarzún          | 17 de julio | 15:00    |
| Audax Italiano       | 2 - 0     | Everton                   | Bicentenario Municipal de La Florida | 17 de julio | 18:00    |
| San Luis             | 0 - 0     | Palestino                 | Municipal Ángel Navarrete Candia     | 18 de julio | 15:30    |
| Colo-Colo            | 2 - 0     | O'Higgins                 | Estadio Monumental                   | 18 de julio | 15:30    |
| Santiago Wanderers   | 1 - 0     | Universidad de Concepción | Regional Chiledeportes               | 18 de julio | 15:30    |
| Deportes La Serena   | 3 - 0     | Cobresal                  | La Portada                           | 18 de julio | 15:30    |
| Huachipato           | 1 - 0     | Santiago Morning          | Estadio CAP                          | 18 de julio | 17:00    |
| Universidad Católica | 2 - 1     | Cobreloa                  | San Carlos de Apoquindo,             | 18 de julio | 18:00    |

| Fecha 17                  | Fecha 17  | Fecha 17             | Fecha 17                 | Fecha 17    | Fecha 17 |
| Local                     | Resultado | Visita               | Estadio                  | Fecha       | Hora     |
| ------------------------- | --------- | -------------------- | ------------------------ | ----------- | -------- |
| Universidad de Chile      | 2 - 2     | Audax Italiano       | Sausalito                | 22 de julio | 15:30    |
| Everton                   | 1 - 1     | Universidad Católica | Sausalito                | 24 de julio | 15:30    |
| O'Higgins                 | 4 - 0     | Deportes La Serena   | El Teniente              | 24 de julio | 18:00    |
| Palestino                 | 2 - 1     | Huachipato           | Municipal de La Cisterna | 25 de julio | 12:00    |
| Unión San Felipe          | 3 - 1     | Ñublense             | Municipal de San Felipe  | 25 de julio | 15:30    |
| Santiago Morning          | 2 - 1     | Santiago Wanderers   | Municipal de La Pintana  | 25 de julio | 15:30    |
| Universidad de Concepción | 2 - 0     | Colo-Colo            | Municipal de Concepción  | 25 de julio | 15:30    |
| Cobreloa                  | 5 - 0     | San Luis             | Municipal de Calama      | 25 de julio | 16:00    |
| Cobresal                  | 1 - 0     | Unión Española       | El Cobre                 | 25 de julio | 16:00    |

### Segunda rueda
| Fecha 18                  | Fecha 18  | Fecha 18             | Fecha 18                    | Fecha 18        | Fecha 18 |
| Local                     | Resultado | Visita               | Estadio                     | Fecha           | Hora     |
| ------------------------- | --------- | -------------------- | --------------------------- | --------------- | -------- |
| San Luis                  | 1 - 4     | Huachipato           | Regional Chiledeportes      | 31 de julio     | 15:30    |
| Universidad Católica      | 4 - 1     | O'Higgins            | San Carlos de Apoquindo     | 31 de julio     | 16:00    |
| Universidad de Concepción | 1 - 0     | Palestino            | Municipal de Concepción     | 31 de julio     | 18:00    |
| Ñublense                  | 1 - 5     | Audax Italiano       | Bicentenario Nelson Oyarzún | 1 de agosto     | 15:00    |
| Deportes La Serena        | 2 - 0     | Santiago Morning     | La Portada                  | 1 de agosto     | 15:30    |
| Santiago Wanderers        | 2 - 1     | Cobreloa             | Regional Chiledeportes      | 1 de agosto     | 15:30    |
| Colo-Colo                 | 5 - 2     | Unión San Felipe     | Estadio Monumental          | 1 de agosto     | 18:00    |
| Cobresal                  | 1 - 2     | Universidad de Chile | El Cobre                    | 5 de septiembre | 16:00    |
| Unión Española            | 3 - 2     | Everton              | Santa Laura-Universidad SEK | 5 de septiembre | 18:40    |

| Fecha 19             | Fecha 19  | Fecha 19                  | Fecha 19                    | Fecha 19        | Fecha 19 |
| Local                | Resultado | Visita                    | Estadio                     | Fecha           | Hora     |
| -------------------- | --------- | ------------------------- | --------------------------- | --------------- | -------- |
| Audax Italiano       | 5 - 2     | Unión Española            | Bicentenario de La Florida  | 6 de agosto     | 20:00    |
| Cobreloa             | 2 - 1     | Colo-Colo                 | Municipal de Calama         | 7 de agosto     | 15:30    |
| O'Higgins            | 0 - 0     | San Luis                  | El Teniente                 | 7 de agosto     | 16:00    |
| Universidad de Chile | 1 - 2     | Deportes La Serena        | Francisco Sánchez Rumoroso  | 7 de agosto     | 18:00    |
| Palestino            | 0 - 1     | Universidad Católica      | Santa Laura-Universidad SEK | 8 de agosto     | 15:30    |
| Santiago Morning     | 1 - 1     | Cobresal                  | Municipal de La Pintana     | 8 de agosto     | 15:30    |
| Huachipato           | 3 - 2     | Santiago Wanderers        | CAP                         | 8 de agosto     | 16:00    |
| Unión San Felipe     | 0 - 0     | Universidad de Concepción | Municipal de San Felipe     | 8 de agosto     | 18:00    |
| Everton              | 2 - 3     | Ñublense                  | Sausalito                   | 8 de septiembre | 20:30    |

| Fecha 20                  | Fecha 20  | Fecha 20             | Fecha 20                    | Fecha 20     | Fecha 20 |
| Local                     | Resultado | Visita               | Estadio                     | Fecha        | Hora     |
| ------------------------- | --------- | -------------------- | --------------------------- | ------------ | -------- |
| Audax Italiano            | 1 - 0     | Unión San Felipe     | Bicentenario de La Florida  | 13 de agosto | 20:00    |
| Santiago Wanderers        | 0 - 1     | Colo-Colo            | Regional Chiledeportes      | 14 de agosto | 15:30    |
| Unión Española            | 3 - 2     | Palestino            | Santa Laura-Universidad SEK | 14 de agosto | 18:00    |
| Universidad de Concepción | 2 - 1     | O'Higgins            | Municipal de Concepción     | 14 de agosto | 18:00    |
| San Luis                  | 0 - 1     | Deportes La Serena   | Regional Chiledeportes      | 15 de agosto | 15:30    |
| Santiago Morning          | 0 - 2     | Universidad Católica | Municipal de La Pintana     | 15 de agosto | 15:30    |
| Ñublense                  | 1 - 1     | Huachipato           | Bicentenario Nelson Oyarzún | 15 de agosto | 15:30    |
| Cobresal                  | 0 - 1     | Cobreloa             | El Cobre                    | 15 de agosto | 16:00    |
| Universidad de Chile      | 5 - 1     | Everton              | Francisco Sánchez Rumoroso  | 15 de agosto | 18:00    |

| Fecha 21             | Fecha 21  | Fecha 21                  | Fecha 21                 | Fecha 21     | Fecha 21 |
| Local                | Resultado | Visita                    | Estadio                  | Fecha        | Hora     |
| -------------------- | --------- | ------------------------- | ------------------------ | ------------ | -------- |
| O'Higgins            | 0 - 1     | Cobresal                  | El Teniente              | 20 de agosto | 15:30    |
| Huachipato           | 1 - 2     | Universidad de Chile      | Estadio CAP              | 21 de agosto | 18:00    |
| Universidad Católica | 4 - 1     | San Luis                  | San Carlos de Apoquindo  | 22 de agosto | 15:30    |
| Unión San Felipe     | 1 - 0     | Santiago Morning          | Municipal de San Felipe  | 22 de agosto | 15:30    |
| Palestino            | 2 - 0     | Ñublense                  | Municipal de La Cisterna | 22 de agosto | 15:30    |
| Everton              | 1 - 1     | Universidad de Concepción | Sausalito                | 22 de agosto | 16:00    |
| Deportes La Serena   | 4 - 0     | Santiago Wanderers        | La Portada               | 22 de agosto | 16:00    |
| Cobreloa             | 1 - 1     | Audax Italiano            | Municipal de Calama      | 22 de agosto | 16:00    |
| Colo-Colo            | 1 - 0     | Unión Española            | Estadio Monumental       | 22 de agosto | 18:00    |

| Fecha 22                  | Fecha 22  | Fecha 22             | Fecha 22                    | Fecha 22     | Fecha 22 |
| Local                     | Resultado | Visita               | Estadio                     | Fecha        | Hora     |
| ------------------------- | --------- | -------------------- | --------------------------- | ------------ | -------- |
| Universidad de Chile      | 1 - 0     | Santiago Wanderers   | Francisco Sánchez Rumoroso  | 27 de agosto | 20:00    |
| Unión San Felipe          | 1 - 0     | Deportes La Serena   | Municipal de San Felipe     | 28 de agosto | 15:30    |
| Cobresal                  | 3 - 1     | Universidad Católica | El Cobre                    | 28 de agosto | 16:00    |
| Everton                   | 1 - 1     | San Luis             | Sausalito                   | 28 de agosto | 16:00    |
| Palestino                 | 2 - 1     | Santiago Morning     | Municipal de La Cisterna    | 28 de agosto | 16:00    |
| Universidad de Concepción | 3 - 0     | Cobreloa             | Municipal de Concepción     | 28 de agosto | 18:00    |
| Unión Española            | 5 - 0     | Huachipato           | Santa Laura-Universidad SEK | 28 de agosto | 18:30    |
| Ñublense                  | 0 - 0     | Colo-Colo            | Bicentenario Nelson Oyarzún | 29 de agosto | 16:00    |
| Audax Italiano            | 2 - 1     | O'Higgins            | Bicentenario de La Florida  | 29 de agosto | 18:30    |

| Fecha 23             | Fecha 23  | Fecha 23                  | Fecha 23                | Fecha 23         | Fecha 23 |
| Local                | Resultado | Visita                    | Estadio                 | Fecha            | Hora     |
| -------------------- | --------- | ------------------------- | ----------------------- | ---------------- | -------- |
| Universidad Católica | 2 - 0     | Unión Española            | San Carlos de Apoquindo | 10 de septiembre | 20:00    |
| Deportes La Serena   | 1 - 0     | Ñublense                  | La Portada              | 11 de septiembre | 19:00    |
| O'Higgins            | 1 - 2     | Unión San Felipe          | El Teniente             | 12 de septiembre | 16:00    |
| Cobreloa             | 0 - 0     | Palestino                 | Municipal de Calama     | 12 de septiembre | 16:00    |
| Huachipato           | 1 - 1     | Everton                   | CAP                     | 12 de septiembre | 16:00    |
| Santiago Wanderers   | 0 - 4     | Cobresal                  | Regional Chiledeportes  | 12 de septiembre | 16:30    |
| Colo-Colo            | 1 - 3     | Audax Italiano            | Monumental              | 12 de septiembre | 18:00    |
| Santiago Morning     | 1 - 2     | Universidad de Chile      | Sausalito               | 13 de septiembre | 19:00    |
| San Luis             | 1 - 0     | Universidad de Concepción | Lucio Fariña Fernández  | 15 de septiembre | 20:00    |

| Fecha 24                  | Fecha 24  | Fecha 24             | Fecha 24                         | Fecha 24         | Fecha 24 |
| Local                     | Resultado | Visita               | Estadio                          | Fecha            | Hora     |
| ------------------------- | --------- | -------------------- | -------------------------------- | ---------------- | -------- |
| Unión San Felipe          | 1 - 0     | Cobreloa             | Municipal de San Felipe          | 17 de septiembre | 12:00    |
| Palestino                 | 0 - 1     | Santiago Wanderers   | Municipal de La Cisterna         | 17 de septiembre | 12:00    |
| Cobresal                  | 2 - 1     | Huachipato           | El Cobre                         | 17 de septiembre | 13:00    |
| Unión Española            | 2 - 2     | Santiago Morning     | Santa Laura-Universidad SEK      | 17 de septiembre | 15:30    |
| Audax Italiano            | 2 - 1     | Deportes La Serena   | Bicentenario de La Florida       | 17 de septiembre | 18:00    |
| Universidad de Concepción | 2 - 2     | Universidad Católica | Municipal de Concepción          | 19 de septiembre | 15:30    |
| Ñublense                  | 4 - 0     | San Luis             | Bicentenario Nelson Oyarzún      | 19 de septiembre | 15:30    |
| Universidad de Chile      | 0 - 1     | O'Higgins            | Nacional Julio Martínez Prádanos | 22 de septiembre | 20:00    |
| Everton                   | 0 - 2     | Colo-Colo            | Sausalito                        | 29 de septiembre | 18:00    |

| Fecha 25             | Fecha 25  | Fecha 25                  | Fecha 25                    | Fecha 25         | Fecha 25 |
| Local                | Resultado | Visita                    | Estadio                     | Fecha            | Hora     |
| -------------------- | --------- | ------------------------- | --------------------------- | ---------------- | -------- |
| San Luis             | [ 1 - 1   | Cobresal                  | Lucio Fariña Fernández      | 24 de septiembre | 20:00    |
| Unión Española       | 3 - 0     | Universidad de Concepción | Santa Laura-Universidad SEK | 25 de septiembre | 16:00    |
| Santiago Morning     | 3 - 0     | Everton                   | Municipal de La Pintana     | 25 de septiembre | 16:00    |
| Universidad Católica | 2 - 3     | Audax Italiano            | San Carlos de Apoquindo     | 25 de septiembre | 18:30    |
| Deportes La Serena   | 1 - 2     | Colo-Colo                 | La Portada                  | 26 de septiembre | 15:30    |
| Santiago Wanderers   | [1 - 1    | O'Higgins                 | Regional Chiledeportes      | 26 de septiembre | 15:30    |
| Cobreloa             | 3 - 2     | Ñublense                  | Municipal de Calama         | 26 de septiembre | 16:00    |
| Huachipato           | 1 - 1     | Unión San Felipe          | Estadio CAP                 | 26 de septiembre | 17:00    |
| Universidad de Chile | 1 - 2     | Palestino                 | Nacional Julio Martínez     | 26 de septiembre | 18:00    |

| Fecha 26                  | Fecha 26  | Fecha 26             | Fecha 26                             | Fecha 26     | Fecha 26 |
| Local                     | Resultado | Visita               | Estadio                              | Fecha        | Hora     |
| ------------------------- | --------- | -------------------- | ------------------------------------ | ------------ | -------- |
| Audax Italiano            | [1 -1     | Huachipato           | Bicentenario Municipal de La Florida | 1 de octubre | 19:00    |
| Unión San Felipe          | 1 - 2     | Universidad de Chile | Municipal de San Felipe              | 1 de octubre | 21:00    |
| Universidad Católica      | 3 - 1     | Santiago Wanderers   | San Carlos de Apoquindo              | 2 de octubre | 17:30    |
| Universidad de Concepción | [0 - 0    | Santiago Morning     | Municipal de Concepción              | 2 de octubre | 19:30    |
| Colo-Colo                 | 3 - 1     | San Luis             | Estadio Monumental                   | 2 de octubre | 20:00    |
| Palestino                 | 1 - 0     | Cobresal             | Municipal de La Pintana              | 3 de octubre | 12:00    |
| Ñublense                  | [1 - 1    | Unión Española       | Bicentenario Nelson Oyarzún          | 3 de octubre | 16:00    |
| O'Higgins                 | [2 - 2    | Cobreloa             | El Teniente                          | 3 de octubre | 16:00    |
| Everton                   | [3 - 3    | Deportes La Serena   | Sausalito                            | 3 de octubre | 16:00    |

| Fecha 27           | Fecha 27  | Fecha 27                  | Fecha 27                    | Fecha 27      | Fecha 27 |
| Local              | Resultado | Visita                    | Estadio                     | Fecha         | Hora     |
| ------------------ | --------- | ------------------------- | --------------------------- | ------------- | -------- |
| Huachipato         | 0 - 0     | Deportes La Serena        | CAP                         | 15 de octubre | 20:00    |
| Santiago Wanderers | 2 - 1     | Unión San Felipe          | Regional Chiledeportes      | 16 de octubre | 16:00    |
| Unión Española     | 2 - 1     | Universidad de Chile      | Santa Laura-Universidad SEK | 16 de octubre | 17:00    |
| San Luis           | 1 - 2     | Audax Italiano            | Lucio Fariña Fernández      | 16 de octubre | 19:30    |
| Cobreloa           | 4 - 0     | Everton                   | Municipal de Calama         | 17 de octubre | 16:00    |
| O'Higgins          | 4 - 1     | Palestino                 | El Teniente                 | 17 de octubre | 16:00    |
| Santiago Morning   | 4 - 1     | Ñublense                  | Municipal de La Pintana     | 17 de octubre | 16:00    |
| Cobresal           | 3 - 1     | Universidad de Concepción | El Cobre                    | 17 de octubre | 16:00    |
| Colo-Colo          | 3 - 2     | Universidad Católica      | Monumental                  | 17 de octubre | 18:30    |

| Fecha 28             | Fecha 28  | Fecha 28                  | Fecha 28                    | Fecha 28      | Fecha 28 |
| Local                | Resultado | Visita                    | Estadio                     | Fecha         | Hora     |
| -------------------- | --------- | ------------------------- | --------------------------- | ------------- | -------- |
| Audax Italiano       | 4 - 2     | Cobresal                  | Bicentenario de La Florida  | 21 de octubre | 20:00    |
| Palestino            | 1 - 2     | Colo-Colo                 | Nacional                    | 21 de octubre | 20:00    |
| Everton              | 0 - 2     | Santiago Wanderers        | Sausalito                   | 23 de octubre | 16:00    |
| Huachipato           | 3 - 0     | Universidad de Concepción | CAP                         | 23 de octubre | 18:30    |
| Ñublense             | 1 - 4     | Universidad Católica      | Bicentenario Nelson Oyarzún | 24 de octubre | 17:00    |
| Deportes La Serena   | 3 - 1     | Unión Española            | La Portada                  | 24 de octubre | 17:00    |
| Unión San Felipe     | 3 - 0     | San Luis                  | Municipal de San Felipe     | 24 de octubre | 17:00    |
| Universidad de Chile | 3 - 1     | Cobreloa                  | Nacional                    | 25 de octubre | 20:00    |

| Fecha 29                  | Fecha 29  | Fecha 29             | Fecha 29                 | Fecha 29      | Fecha 29 |
| Local                     | Resultado | Visita               | Estadio                  | Fecha         | Hora     |
| ------------------------- | --------- | -------------------- | ------------------------ | ------------- | -------- |
| San Luis                  | 3 - 1     | Unión Española       | Lucio Fariña Fernández   | 29 de octubre | 20:00    |
| O'Higgins                 | 2 - 2     | Ñublense             | El Teniente              | 30 de octubre | 17:00    |
| Universidad Católica      | 2 - 1     | Deportes La Serena   | San Carlos de Apoquindo  | 30 de octubre | 19:30    |
| Cobreloa                  | 2 - 1     | Santiago Morning     | Municipal de Calama      | 31 de octubre | 16:00    |
| Cobresal                  | 1 - 2     | Everton              | El Cobre                 | 31 de octubre | 16:00    |
| Universidad de Concepción | 2 - 0     | Universidad de Chile | Municipal de Concepción  | 31 de octubre | 16:00    |
| Palestino                 | 1 - 0     | Unión San Felipe     | Municipal de La Cisterna | 31 de octubre | 17:30    |
| Santiago Wanderers        | 1 - 0     | Audax Italiano       | Regional Chiledeportes   | 31 de octubre | 17:30    |
| Colo-Colo                 | 0 - 0     | Huachipato           | Monumental               | 31 de octubre | 18:30    |

| Fecha 30             | Fecha 30  | Fecha 30                  | Fecha 30                    | Fecha 30       | Fecha 30 |
| Local                | Resultado | Visita                    | Estadio                     | Fecha          | Hora     |
| -------------------- | --------- | ------------------------- | --------------------------- | -------------- | -------- |
| Audax Italiano       | 4 - 1     | Universidad de Concepción | Bicentenario de La Florida  | 5 de noviembre | 20:00    |
| Unión San Felipe     | 1 - 3     | Universidad Católica      | Municipal de San Felipe     | 6 de noviembre | 16:00    |
| Deportes La Serena   | 1 - 0     | Cobreloa                  | La Portada                  | 6 de noviembre | 18:00    |
| Unión Española       | 3 - 0     | Santiago Wanderers        | Santa Laura-Universidad SEK | 6 de noviembre | 18:30    |
| Everton              | 1 - 1     | Palestino                 | Sausalito                   | 6 de noviembre | 18:30    |
| Universidad de Chile | 2 - 2     | Colo-Colo                 | Nacional                    | 7 de noviembre | 16:00    |
| Santiago Morning     | 2 - 0     | San Luis                  | Municipal de La Pintana     | 7 de noviembre | 18:00    |
| Ñublense             | 3 - 1     | Cobresal                  | Bicentenario Nelson Oyarzún | 7 de noviembre | 18:30    |
| Huachipato           | 2 - 1     | O'Higgins                 | Estadio CAP                 | 7 de noviembre | 18:30    |

| Fecha 31                  | Fecha 31  | Fecha 31             | Fecha 31                 | Fecha 31        | Fecha 31 |
| Local                     | Resultado | Visita               | Estadio                  | Fecha           | Hora     |
| ------------------------- | --------- | -------------------- | ------------------------ | --------------- | -------- |
| Universidad Católica      | 2 - 0     | Huachipato           | San Carlos de Apoquindo  | 12 de noviembre | 20:00    |
| San Luis                  | 0 - 3     | Universidad de Chile | Lucio Fariña Fernández   | 13 de noviembre | 17:30    |
| Colo-Colo                 | 0 - 1     | Santiago Morning     | Monumental               | 13 de noviembre | 20:00    |
| Universidad de Concepción | 1 - 0     | Deportes La Serena   | Municipal de Concepción  | 13 de noviembre | 20:00    |
| Cobresal                  | 0 - 0     | Unión San Felipe     | El Cobre                 | 14 de noviembre | 16:00    |
| Santiago Wanderers        | 2 - 2     | Ñublense             | Regional Chiledeportes   | 14 de noviembre | 16:00    |
| Palestino                 | 2 - 5     | Audax Italiano       | Municipal de La Cisterna | 14 de noviembre | 16:00    |
| Cobreloa                  | 3 - 1     | Unión Española       | Municipal de Calama      | 14 de noviembre | 16:00    |
| O'Higgins                 | 0 - 0     | Everton              | El Teniente              | 14 de noviembre | 18:30    |

| Fecha 32             | Fecha 32  | Fecha 32                  | Fecha 32                             | Fecha 32        | Fecha 32 |
| Local                | Resultado | Visita                    | Estadio                              | Fecha           | Hora     |
| -------------------- | --------- | ------------------------- | ------------------------------------ | --------------- | -------- |
| San Luis             | 3 - 4     | Santiago Wanderers        | Municipal Lucio Fariña Fernández     | 19 de noviembre | 18:30    |
| Everton              | 3 - 0     | Unión San Felipe          | Sausalito                            | 20 de noviembre | 17:30    |
| Colo-Colo            | 1 - 0     | Cobresal                  | Estadio Monumental                   | 20 de noviembre | 21:00    |
| Universidad Católica | 4 - 2     | Universidad de Chile      | Nacional Julio Martínez              | 21 de noviembre | 16:00    |
| Deportes La Serena   | 0 - 0     | Palestino                 | La Portada                           | 21 de noviembre | 18:00    |
| Ñublense             | 2 - 0     | Universidad de Concepción | Bicentenario Nelson Oyarzún          | 21 de noviembre | 18:00    |
| Huachipato           | 2 - 0     | Cobreloa                  | Estadio CAP                          | 21 de noviembre | 18:30    |
| Audax Italiano       | 1 - 0     | Santiago Morning          | Bicentenario Municipal de La Florida | 21 de noviembre | 18:30    |
| Unión Española       | 1 - 1     | O'Higgins                 | Santa Laura-Universidad SEK          | 21 de noviembre | 18:30    |

| Fecha 33                  | Fecha 33  | Fecha 33             | Fecha 33                 | Fecha 33        | Fecha 33 |
| Local                     | Resultado | Visita               | Estadio                  | Fecha           | Hora     |
| ------------------------- | --------- | -------------------- | ------------------------ | --------------- | -------- |
| Unión San Felipe          | 2 - 4     | Unión Española       | Municipal de San Felipe  | 26 de noviembre | 20:00    |
| Cobreloa                  | 2 - 3     | Universidad Católica | Municipal de Calama      | 27 de noviembre | 16:00    |
| Universidad de Concepción | 1 - 2     | Santiago Wanderers   | Municipal de Concepción  | 27 de noviembre | 18:30    |
| Everton                   | 1 - 2     | Audax Italiano       | Sausalito                | 27 de noviembre | 18:30    |
| O'Higgins                 | 2 - 1     | Colo-Colo            | El Teniente              | 28 de noviembre | 16:00    |
| Palestino                 | 3 - 2     | San Luis             | Municipal de La Cisterna | 28 de noviembre | 16:00    |
| Cobresal                  | 0 - 2     | Deportes La Serena   | El Cobre                 | 28 de noviembre | 16:00    |
| Santiago Morning          | 0 - 3     | Huachipato           | Municipal de La Pintana  | 28 de noviembre | 16:00    |
| Universidad de Chile      | 1 - 2     | Ñublense             | Nacional Julio Martínez  | 28 de noviembre | 18:30    |

| Fecha 34             | Fecha 34  | Fecha 34                  | Fecha 34                             | Fecha 34       | Fecha 34 |
| Local                | Resultado | Visita                    | Estadio                              | Fecha          | Hora     |
| -------------------- | --------- | ------------------------- | ------------------------------------ | -------------- | -------- |
| Audax Italiano       | 1 - 2     | Universidad de Chile      | Bicentenario Municipal de La Florida | 3 de diciembre | 20:00    |
| Deportes La Serena   | 4 - 2     | O'Higgins                 | La Portada                           | 4 de diciembre | 17:00    |
| Unión Española       | 2 - 0     | Cobresal                  | Santa Laura-Universidad SEK          | 4 de diciembre | 19:30    |
| Ñublense             | 2 - 0     | Unión San Felipe          | Bicentenario Nelson Oyarzún          | 5 de diciembre | 19:00    |
| Huachipato           | 0 - 2     | Palestino                 | Estadio CAP                          | 5 de diciembre | 19:00    |
| Santiago Wanderers   | 1 - 1     | Santiago Morning          | Regional Chiledeportes               | 5 de diciembre | 19:00    |
| San Luis             | 2 - 1     | Cobreloa                  | Municipal Lucio Fariña Fernández     | 5 de diciembre | 19:00    |
| Colo-Colo            | 4 - 2     | Universidad de Concepción | Estadio Monumental                   | 5 de diciembre | 19:00    |
| Universidad Católica | 5 - 0     | Everton                   | San Carlos de Apoquindo              | 5 de diciembre | 19:00    |

## Evolución
| Local \ Visita            | AUD | COB | CSL | CC  | LS  | EVE | HUA | ÑUB | O'HI | PAL | SM  | SW  | SLQ | UC  | UCH | UDC | UE  | USF |
| ------------------------- | --- | --- | --- | --- | --- | --- | --- | --- | ---- | --- | --- | --- | --- | --- | --- | --- | --- | --- |
| Audax Italiano            |     | 3–1 | 4–2 | 2–3 | 2–1 | 2–0 | 1–1 | 5–6 | 2–1  | 1–3 | 1–0 | 0–4 | 2–2 | 1–3 | 1–2 | 4–1 | 5–2 | 1–0 |
| Cobreloa                  | 1–1 |     | 2–1 | 2–1 | 4–0 | 4–0 | 1–1 | 3–2 | 1–1  | 0–0 | 2–1 | 2–1 | 5–0 | 2–3 | 0–2 | 1–1 | 3–1 | 0–0 |
| Cobresal                  | 3–1 | 0–1 |     | 2–5 | 0–2 | 1–2 | 2–1 | 0–0 | 1–2  | 2–1 | 3–0 | 1–0 | 4–2 | 3–1 | 1–2 | 3–1 | 1–0 | 0–0 |
| Colo-Colo                 | 1–3 | 3–1 | 1–0 |     | 6–1 | 2–0 | 0–0 | 2–2 | 2–0  | 3–0 | 0–1 | 3–0 | 3–1 | 3–2 | 1–0 | 4–2 | 1–0 | 5–2 |
| Deportes La Serena        | 1–3 | 1–0 | 3–0 | 1–2 |     | 2–1 | 0–3 | 1–0 | 4–2  | 0–0 | 2–0 | 4–0 | 1–3 | 1–1 | 2–4 | 0–0 | 3–1 | 3–1 |
| Everton                   | 1–2 | 2–1 | 2–2 | 0–2 | 3–3 |     | 0–1 | 2–3 | 1–0  | 1–1 | 1–1 | 0–2 | 1–1 | 1–1 | 2–1 | 1–1 | 0–1 | 3–0 |
| Huachipato                | 1–2 | 2–0 | 4–3 | 1–2 | 0–0 | 1–1 |     | 1–1 | 2–1  | 0–0 | 1–0 | 3–2 | 2–1 | 1–3 | 1–2 | 3–0 | 1–2 | 1–1 |
| Ñublense                  | 1–5 | 1–1 | 3–1 | 0–0 | 3–1 | 0–2 | 1–1 |     | 0–3  | 1–0 | 1–1 | 2–2 | 4–0 | 1–4 | 0–2 | 2–2 | 1–1 | 2–0 |
| O'Higgins                 | 5–1 | 2–2 | 0–1 | 2–1 | 4–0 | 0–0 | 0–0 | 2–2 |      | 4–1 | 1–0 | 2–2 | 0–0 | 1–0 | 3–3 | 1–2 | 0–0 | 1–2 |
| Palestino                 | 2–5 | 1–0 | 1–0 | 1–2 | 3–0 | 2–2 | 2–1 | 2–0 | 1–0  |     | 2–1 | 0–1 | 3–2 | 0–1 | 0–1 | 1–1 | 0–0 | 1–0 |
| Santiago Morning          | 0–1 | 0–0 | 1–1 | 0–2 | 2–3 | 3–0 | 0–3 | 4–1 | 2–1  | 2–1 |     | 2–1 | 2–0 | 0–2 | 1–2 | 2–0 | 1–1 | 1–0 |
| Santiago Wanderers        | 1–0 | 2–1 | 0–4 | 0–1 | 5–0 | 2–0 | 0–0 | 2–2 | 1–1  | 2–0 | 1–1 |     | 0–2 | 2–4 | 3–3 | 1–0 | 1–1 | 2–1 |
| San Luis                  | 1–2 | 2–1 | 1–1 | 0–2 | 0–1 | 0–2 | 1–4 | 3–3 | 1–2  | 0–0 | 2–2 | 3–4 |     | 1–1 | 0–3 | 1–0 | 3–1 | 0–1 |
| Universidad Católica      | 2–3 | 2–1 | 0–2 | 0–0 | 2–1 | 5–0 | 2–0 | 4–2 | 4–1  | 2–1 | 4–0 | 3–1 | 4–1 |     | 4–2 | 1–0 | 2–0 | 2–1 |
| Universidad de Chile      | 2–2 | 3–1 | 5–1 | 2–2 | 1–2 | 5–1 | 3–0 | 1–2 | 0–1  | 1–2 | 2–1 | 1–0 | 4–0 | 1–2 |     | 4–2 | 4–3 | 4–2 |
| Universidad de Concepción | 1–3 | 3–0 | 1–1 | 2–0 | 1–0 | 2–1 | 0–2 | 4–1 | 2–1  | 1–0 | 0–0 | 1–2 | 1–1 | 2–2 | 2–0 |     | 3–3 | 0–1 |
| Unión Española            | 2–2 | 3–1 | 2–0 | 1–0 | 1–1 | 3–2 | 5–0 | 1–3 | 1–1  | 3–2 | 2–2 | 3–0 | 2–1 | 2–1 | 2–1 | 3–0 |     | 1–2 |
| Unión San Felipe          | 1–2 | 1–0 | 1–0 | 3–2 | 1–0 | 1–3 | 1–1 | 3–1 | 2–0  | 1–1 | 1–0 | 1–1 | 3–0 | 1–3 | 1–2 | 0–0 | 2–4 |     |

## Clasificación a torneos internacionales
Los equipos que clasifican a la Copa Libertadores 2011 serán:
- Chile 1: Universidad Católica, Campeón del Campeonato Nacional Petrobras 2010.
- Chile 2: Colo-Colo, Subcampeón y ganador de la primera rueda del campeonato.[20]
- Chile 3: Unión Española, ganador de la Liguilla de Copa Libertadores.

Los equipos que clasificaron a la Copa Sudamericana 2010 fueron:
- Chile 1: Unión San Felipe, campeón de la Copa Chile 2009.[21]
- Chile 2: Colo-Colo, ganador de la primera rueda del campeonato.[20]
- Chile 3: Universidad de Chile, ganador de la definición Pre-Sudamericana 2010.

### Definición Pre-Sudamericana 2010
El «Chile 3» para la Copa Sudamericana 2010 se determinó en el enfrentamiento entre el vicecampeón de la Copa Chile 2009, Deportes Iquique y el equipo que quedó en el segundo lugar de la tabla de posiciones al finalizar la primera rueda del Campeonato Nacional 2010, Universidad de Chile.
La definición se realizó en partidos de ida y vuelta, en los cuales, Universidad de Chile logró la clasificación a la primera fase de la Copa Sudamericana con un marcador global de 6-1.

## Liguilla Pre-Libertadores
Unión Española fue el ganador de esta serie de ida y vuelta, en donde eliminó a Universidad de Chile en la primera ronda y derrotó a Audax Italiano por 3-2 en el marcador global clasificando a la Copa Libertadores 2011.

### Final
| 15 de diciembre de 2010, 20:00 | Unión Española               | 2:1 (1:0) | Audax Italiano | Santa Laura-Universidad SEK, Santiago (Independencia)   |                                                         |
|                                | Leal 17' · Canales 90+4' (p) | Reporte   | Pinto 73'      | Asistencia: 5.523 espectadores Árbitro(s): Jorge Osorio | Asistencia: 5.523 espectadores Árbitro(s): Jorge Osorio |

| 19 de diciembre de 2010, 19:00 | Audax Italiano  | 1:1 (1:1) | Unión Española | Bicentenario Municipal de La Florida, Santiago (La Florida) |                                                        |
|                                | Campos Toro 30' | Reporte   | Canales 43'    | Asistencia: 11.953 espectadores Árbitro(s): Pablo Pozo      | Asistencia: 11.953 espectadores Árbitro(s): Pablo Pozo |

## Liguilla de Promoción
| 12 de diciembre de 2010, 17:00 | Deportes Antofagasta      | 2:1 (0:0) | Santiago Morning | Regional de Antofagasta, Antofagasta                       |                                                            |
|                                | Méndez 51' · Escudero 86' | Reporte   | Ríos 56'         | Asistencia: 12.000 espectadores Árbitro(s): Patricio Polic | Asistencia: 12.000 espectadores Árbitro(s): Patricio Polic |

| 18 de diciembre de 2010, 17:00 | Santiago Morning                       | 3:1 (2:1,2:0) | Deportes Antofagasta | Municipal de La Pintana, Santiago (La Pintana)           |                                                          |
|                                | Torres 27' · Ríos 28' · Calandria 117' | Reporte       | Olivares 48' (pen.)  | Asistencia: 1.409 espectadores Árbitro(s): Enrique Osses | Asistencia: 1.409 espectadores Árbitro(s): Enrique Osses |

- Santiago Morning ganó 4-3 en el marcador global y se mantiene en la Primera División, en tanto Deportes Antofagasta se mantiene en la Primera B.

| 12 de diciembre de 2010, 17:00 | Curicó Unido | 0:2 (0:0) | Universidad de Concepción | La Granja, Curicó                                       |                                                         |
|                                |              | Reporte   | Ramos 51' · Arrué 82'     | Asistencia: 7.762 espectadores Árbitro(s): Claudio Puga | Asistencia: 7.762 espectadores Árbitro(s): Claudio Puga |

| 18 de diciembre de 2010, 20:15 | Universidad de Concepción               | 3:2 (1:2) | Curicó Unido              | Municipal de Concepción, Concepción                       |                                                           |
|                                | Lorenzetti 20' · Ramos 78' · Arraya 90' | Reporte   | Muñoz 29' · Gutiérrez 31' | Asistencia: 1.876 espectadores Árbitro(s): Eduardo Gamboa | Asistencia: 1.876 espectadores Árbitro(s): Eduardo Gamboa |

- Universidad de Concepción ganó 5-2 en el marcador global y se mantiene en la Primera División, en tanto Curicó Unido se mantiene en la Primera B.

## Estadísticas

### Goleadores
| Jugador              | Jugador             | Goles | Equipo               |
| -------------------- | ------------------- | ----- | -------------------- |
| Bandera de Chile     | Milovan Mirosevic   | 19    | Universidad Católica |
| Bandera de Argentina | Mauro Olivi         | 18    | Audax Italiano       |
| Bandera de Chile     | Carlos Muñoz        | 17    | Santiago Wanderers   |
| Bandera de Uruguay   | Juan Manuel Olivera | 16    | Universidad de Chile |
| Bandera de Argentina | Diego Rivarola      | 16    | Universidad de Chile |
| Bandera de Chile     | Roberto Gutiérrez   | 14    | Universidad Católica |
| Bandera de Argentina | Ezequiel Miralles   | 14    | Colo-Colo            |
| Bandera de Argentina | Gabriel Rodríguez   | 14    | Ñublense             |
| Bandera de Argentina | Gustavo Canales     | 14    | Unión Española       |
| Bandera de Argentina | Sergio Comba        | 13    | Santiago Morning     |
| Bandera de Chile     | Manuel Villalobos   | 13    | Huachipato           |
| Bandera de Argentina | Enzo Gutiérrez      | 13    | O'Higgins            |
| Bandera de Argentina | Pablo Calandria     | 13    | Santiago Morning     |
| Bandera de Chile     | Esteban Paredes     | 12    | Colo-Colo            |
| Bandera de Paraguay  | Marco Lazaga        | 12    | Cobreloa             |

### Equipo IdealEl Gráfico
El Equipo Ideal es un premio que se le entrega a los mejores jugadores del torneo y es organizado por el diario Chileno El Gráfico
| Posición  | Jugador            | Equipo               |
| --------- | ------------------ | -------------------- |
| Arquero   | Felipe Núñez       | Palestino            |
| Defensa   | Boris Rieloff      | Audax Italiano       |
| Defensa   | Sebastián Toro     | Colo-Colo            |
| Defensa   | Christian Vilches  | Audax Italiano       |
| Defensa   | Matías Campos Toro | Audax Italiano       |
| Volante   | Francisco Silva    | Universidad Católica |
| Volante   | Rodrigo Millar     | Colo-Colo            |
| Volante   | Milovan Mirosevic  | Universidad Católica |
| Delantero | Carlos Muñoz       | Santiago Wanderers   |
| Delantero | Mauro Olivi        | Audax Italiano       |
| Delantero | Roberto Gutiérrez  | Universidad Católica |

En cursiva el mejor jugador del torneo